# Флаг Южной Австралии

Флаг губернатора штата.

Флаг Южной Австралии в текущем виде был официально утверждён правительством Южной Австралии в 1904 году.
Основой флага стал изменённый Синий (английский) кормовой флаг, на полотнище которого расположена эмблема штата. Эмблема представляет собой изображение птицы Piping Shrike с поднятыми крыльями. Считается, что эмблема была разработана Робертом Крэгом.

## Предыдущие флаги
Первый флаг Южной Австралии был утверждён в 1870 году. Его основой также был изменённый английский кормовой флаг, на котором на фоне чёрного диска было изображено созвездие Южного креста и две путеводные звезды — Альфа и Бета Центавра.
Южная Австралия приняла второй вариант флага в 1876 году: основа осталась прежней, но эмблема изменилась. На этот раз она изображала богиню Британию (женщина в развевающихся одеждах со щитом в руке), символизировавшую первых переселенцев, которую встречал абориген, сидящий на скалистом берегу с копьём в руке. На скале за спиной аборигена можно было различить силуэт кенгуру. Этот флаг был принят по просьбе Британского управления по вопросам колоний, которое считало, что старая версия слишком напоминала Флаг Новой Зеландии и Флаг Виктории.